# Pattinaggio su strada ai Giochi mondiali 2022 - 10,000 metri a punti femminile
La gara dei 10,000 metri a punti femminile di pattinaggio su strada ai Giochi mondiali 2022 si è svolta il 10 luglio 2025 a Birmingham.

## Risultati
| Rank | Atleta                                 | Punti | Note |
| ---- | -------------------------------------- | ----- | ---- |
| 1    | Gabriela Vargas Sarmiento              | 12    |      |
| 2    | Johana Viveros Mondragon               | 10    |      |
| 3    | Marine Claire Renee Lefeuvre           | 8     |      |
| 4    | Valentina Alejandra Letelier Cartagena | 5     |      |
| 5    | Aarathy Kasturi Raj                    | 2     |      |
| 6    | Rocio Berber Alt                       | 2     |      |
| 7    | Angy Anabela Quintero Valera           | 2     |      |
| 8    | Yung-Chi Yang                          | 1     |      |
| 9    | Larissa Ursula Gaiser                  | –     |      |
| 10   | Alejandra Andrea Traslavina Lopez      | –     |      |
| 11   | Dominika Gardi                         | –     |      |
| 12   | Angelica Marisol Diaz Garcia           | –     |      |
| 13   | Luisa Sophie Woolaway                  | –     |      |
| 14   | Kelsey Renee Rodgers                   | –     |      |
| –    | Yuliana Gabriela Abarca Godoy          | –     | DNF  |
| –    | Vanessa Natalie Wong                   | –     | DNF  |